# هايدكي اوكادا
هايدكي اوكادا (باليابانية: 岡田秀樹؛ بالكانا: おかだ ひでき) هو سائق سيارة سباق ومهندس ياباني، ولد في 28 نوفمبر 1958 في أوكاياما في اليابان.

## روابط خارجية
- هايدكي اوكادا على موقع Racing-Reference.info (الإنجليزية)
- هايدكي اوكادا على موقع DriverDB.com (الإنجليزية)